# Евангелическо-лютеранская церковь в Киргизской Республике
Евангелическо-Лютеранская Церковь в Кыргызской Республике (ЕЛЦ в КР) объединяет в себе 15 общин.
Епископ (глава) Церкви - Баранов Николай. В 2011 году состоялся 15 ежегодный синод церкви. Возникла на основе пробства ЕЛКРАС.
Костяк киргизских лютеран составили депортированные сюда в 1941 из России немцы. Первые 8 общин евангелических лютеран были зарегистрированы в Киргизии еще в 1989 году. Первоначально церковь объединяла лютеран преимущественно немецкого происхождения, поэтому богослужения проводились на немецком языке, однако с 2005 года на IX синоде епископ Эммануил Шанц заявил о переводе богослужений на русский язык
Канцелярия епископа располагается в Бишкеке. Число практикующих лютеран в столице Киргизии составляет 30 человек.
В своей общественной деятельности лютеране Киргизии объединяются с представителями других евангельских церквей - баптистами и адвентистами.